# Hybrider Krieg
Der Hybride Krieg oder „die hybride Kriegsführung beschreibt eine flexible Mischform der offen und verdeckt“ eingesetzten „regulären und irregulären, symmetrischen und asymmetrischen, militärischen und nicht-militärischen Konfliktmittel mit dem Zweck, die Schwelle zwischen den völkerrechtlich angelegten binären Zuständen Krieg und Frieden zu verwischen“. Die Grenze zu der nach den Genfer Konventionen verbotenen Heimtücke (Perfidieverbot) ist fließend. Russland, China und Iran nutzen geschickt kostengünstige, kommerziell verfügbare, neue Technologien (z. B. soziale Medien), um ihre eigenen Ambitionen und Machtziele voranzutreiben. Hybride Kriegsführung hat sich zu einem wirksamen, scheinbar risikoarmen Machtinstrument böswilliger Akteure entwickelt und stellt deshalb eine Bedrohung für die NATO, die Europäische Union als Ganzes, die einzelnen Mitgliedstaaten und ihr weiteres Umfeld dar. Mehrere Mitgliedsstaaten der EU und der NATO gründeten zur Bewältigung der hiermit verbundenen Risiken das „Zentrum gegen hybride Bedrohungen“ in Helsinki.

## Etymologie
Der Begriff wurde erstmals 2005 vom US-Marines-Offizier und Militärtheoretiker Frank G. Hoffman im heutigen Sinne definiert und verbreitete sich im deutschsprachigen Raum im Jahr 2014 auf Grund der militärischen Interventionen Russlands auf der Krim und im Osten der Ukraine. Der russische Präsident Putin hatte russische Truppen ohne Hoheitszeichen eingesetzt. In einem Bericht des UN-Hochkommissariats für Menschenrechte (UNHCHR) wurden Teile der flankierenden russischen Propaganda als völkerrechtlich verbotene Hass-Propaganda bezeichnet.

## Elemente der hybriden Kriegsführung
Hybride Kriegsführung ist eine kreative Kombination verschiedener Mittel. Der Schwerpunkt liegt auf dem zivilen Bereich und das primäre Angriffsziel sind die staatliche Ordnung und der gesellschaftliche Zusammenhalt.
Elemente dieser Kriegsführung sind:
- Desinformations- und Propaganda-Kampagnen (Infowar)
- Reflexive Kontrolle, Beeinflussung der gegnerischen (staatlichen) Entscheidungen durch Manipulation der gegnerischen Wahrnehmung der Welt[6]
- Einmischung in Wahlen und politische Prozesse[2]
- Angriffe auf Kritische Infrastrukturen[2]
- Angriffe auf Handelswege[2]
- auch begleitet von wirtschaftlichem Druck[7]
- Gezielte Tötung von gegnerischen Führungskräften

Mittel sind:
- Cyberattacken[8]
- Einsatz von verdeckt kämpfenden Truppen, bzw. Soldaten und militärischer Ausrüstung ohne Hoheitszeichen, die auf fremdem Territorium operieren
- Nutzung von umfänglichen Kampfmitteln, die auch atomare, biologische, chemische und improvisierte Sprengmittel beinhalten können
- Drohnenkrieg[2]
- Hyperschallwaffen[2]
- EMP-Waffen[2]
- Sprengstoff-Attentate

Andere Definitionen sprechen u. a. von „einer Form des Guerillakrieges, der sich moderner Technologien und Informations- sowie Werbemethoden“ bedient.
„Die Rolle der nicht-militärischen Mittel beim Durchsetzen von politischen und strategischen Zielen ist gewachsen; in einigen Fällen ist ihre Durchschlagskraft deutlich höher als die von Waffen“ (Waleri Wassiljewitsch Gerassimow, Generalstabschef der russischen Streitkräfte).

## Problematik der hybriden Kriegsführung
Der hybride Krieg ist nicht definiert. Das bedeutet, dass sich die „Kämpfer“ zumindest teilweise im rechtsfreien Raum bewegen, solange die internationale Rechtslage in Bezug auf hybride Kriegsführung nicht geklärt werden kann. Das ist umso schwieriger, als sich der Einsatz von hybrider Kriegsführung gerade für Akteure anbietet, „die sich beim Einsatz konventioneller Methoden vor der internationalen Gemeinschaft rechtfertigen müssten“.
Angebliche Guerillakämpfer sind verschleierte Kombattanten aus konventionellen Truppen oder treten umgekehrt als Demonstranten auf. So werden ergänzend zu oder ausschließlich anstelle konventioneller militärischer Mittel auch Mittel eingesetzt, „die bisher üblicherweise nicht Staaten zugeordnet wurden“, wie es die Schweizer Regierung definierte. Der Begriff des hybriden Krieges wird stattdessen überwiegend mit Terrorismus, Fehlinformation, Manipulation und Cyberangriffen assoziiert. Der „Verlust von gültigen Konventionen“ wurde auch von der Interparlamentarischen Konferenz für die Gemeinsame Außen- und Sicherheitspolitik der EU festgestellt. Die „kriminelle Unordnung“ erschwere die Suche nach Antworten.
2016 diagnostizierten Geostrategen auf einem NATO-Gipfel, dass die neuen Konflikte „nicht mehr nur von Waffenstärke, sondern auch von […] sozialen Techniken zur Spaltung von Gesellschaften bestimmt“ werden.
Bei der extremen Beschleunigung des Hybriden Krieges durch immer schnellere und verbesserte Systeme spricht man vom Hyperwar.